# Origlio
Origlio é uma comuna da Suíça, no Cantão Tessino, com cerca de 1.177 habitantes. Estende-se por uma área de 2,1 km², de densidade populacional de 560 hab/km². Confina com as seguintes comunas: Capriasca, Comano, Cureglia, Lamone, Ponte Capriasca, Torricella-Taverne.
A língua oficial nesta comuna é o Italiano.